# TR-IAロケット
TR-IAロケット（ティーアールワンエイ）は宇宙開発事業団（NASDA、現・宇宙航空研究開発機構）が開発・運用した単段式の固体燃料ロケット。愛称は「たけさき」。開発は1988年（昭和63年）から開始され、ロケット本体は1991年（平成3年）から1998年（平成10年）まで運用された。H-IIロケット開発のために作成されたTR-Iロケットをベースとしている。

## 概要
TT-500Aロケットをはじめとした小型ロケットの技術や経験を活用し、国際宇宙ステーションにおける微小重力実験等、将来の宇宙環境利用に備えた技術の取得を目的として開発された。
TR-IAは打ち上げられると斜め方向に最高高度270kmまで上昇し、弾道飛行で放物線を描いて種子島沖80kmから280kmの海域に落下する。高度100kmに落下するまでの約6分間に微小重力（無重力に近い状態）を発生させることができ、ペイロードには実験機器が積まれ、微小重力環境下における結晶生成過程や生物への影響について研究が行われた。第1段、第2段共に水密性があり、実験終了後はパラシュートが開いて海上に落下、フローテーションバック（「浮き」のようなもの）により浮遊するので回収できる。機体中央部に姿勢制御を行う動翼が設けられているため、従来の小型ロケットより回収が容易となった。ペイロード内の実験機器は繰り返し使用可能である。
推進系の製造を日産自動車宇宙航空事業部（現・IHIエアロスペース）、実験機器部の製造を石川島播磨重工業航空宇宙事業部がそれぞれ担当した。

## 諸元
構成
単段式の固体燃料ロケット
機体寸法
- 全長：13.44m
- 直径：1.13m
- 重量：10.26t

モーター
- 推進薬：ポリブタジエン系推進薬（BP-201JA）約7トン
- 初期推力：約73.0トン
- 燃焼時間：約49秒

ペイロード部
- 全長：2.4m
- 直径：0.85m
- 重量：1.44t（実験機器部750kg含）

## 打ち上げ実績
種子島宇宙センター竹崎射場より打ち上げ
- 初号機 - 1991年（平成3年）9月16日
- 2号機 - 1992年（平成4年）8月20日
- 3号機 - 1993年（平成5年）9月17日
- 4号機 - 1995年（平成7年）8月25日
- 5号機 - 1996年（平成8年）9月25日
- 6号機 - 1997年（平成9年）9月25日
- 7号機 - 1998年（平成10年）11月19日
  - 7号で計画は終了する予定であったが、7号機で実験に不具合が生じ、パラシュートにも損傷が発見されるなど、無事な終了には至らなかった。